# JVC Kenwood

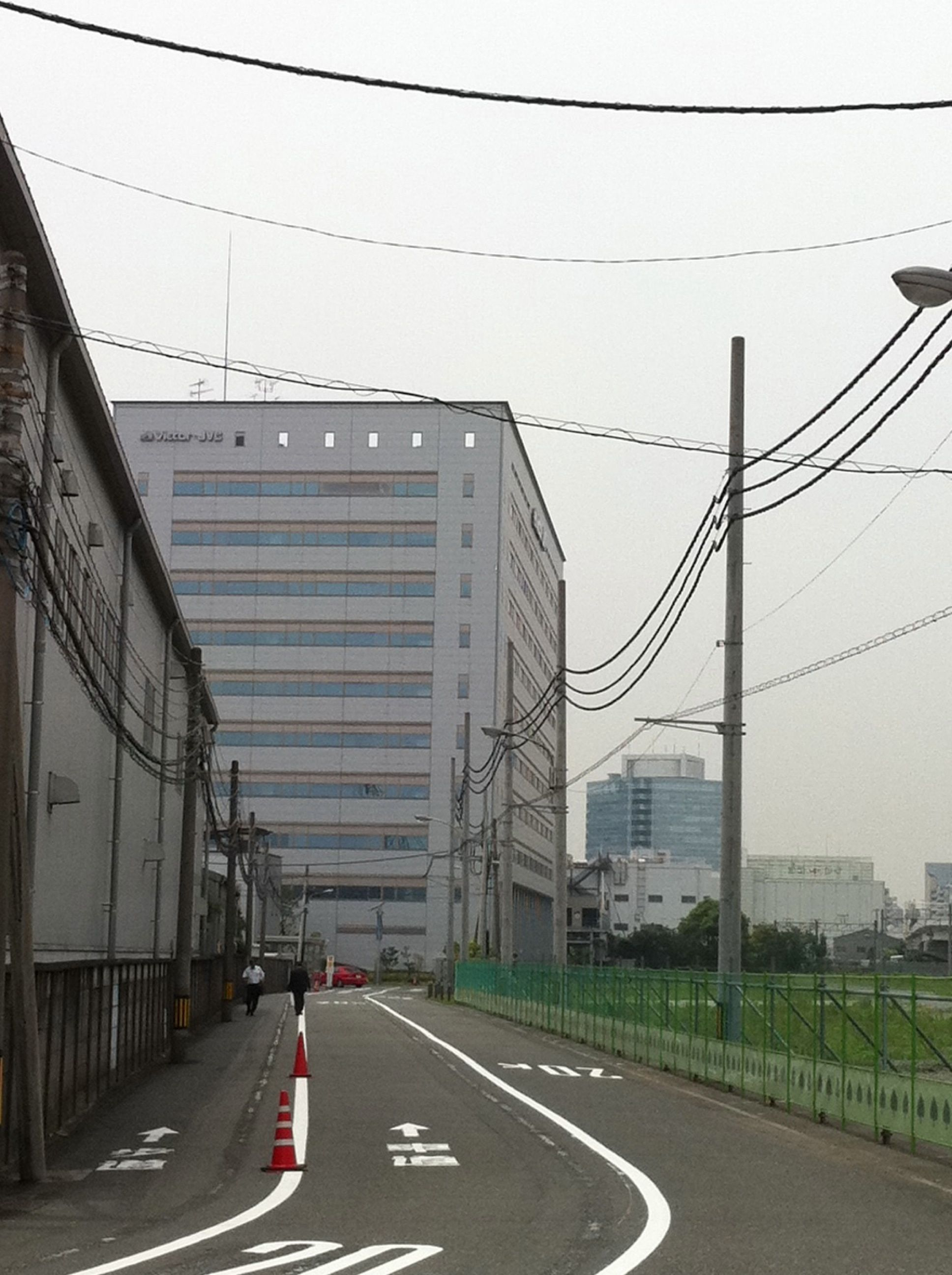
Hauptsitz von JVC Kenwood in Yokohama

Die JVC Kenwood Corporation (jap. 株式会社JVCケンウッド, Kabushiki-gaisha JVC Ken'uddo) ist ein japanischer Hersteller von Unterhaltungselektronik.
Die JVC Kenwood Corporation entstand am 1. Oktober 2008 aus der Fusion der Victor Company of Japan Limited, bekannt unter der Marke JVC, und der Kenwood Corporation.
JVC Kenwood tritt mit den Marken JVC und Kenwood in der Öffentlichkeit auf. Bis Anfang 2012 trat man in Japan ausschließlich unter der Marke Victor auf. Die Marke wurde danach zugunsten des Namens JVC aufgegeben.

Logo der Marke JVC
Logo der Marke Kenwood
Logo der 2012 aufgegebenen Marke Victor